# Daniel Stadler

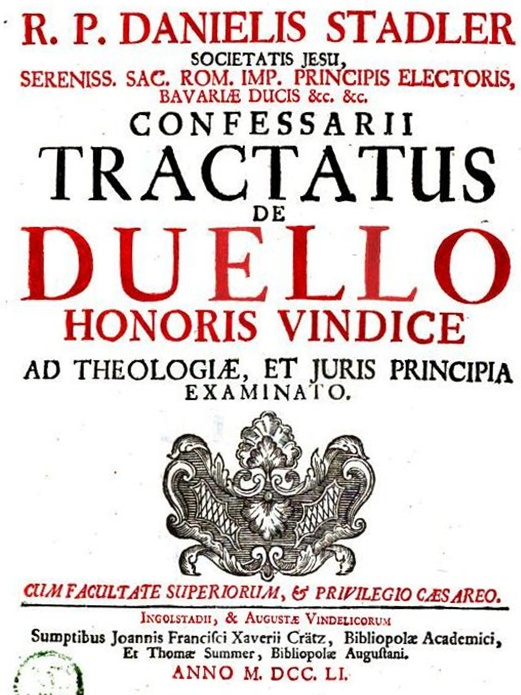
Buchtitelblatt von Daniel Stadler, als bayerischer Hofbeichtvater, 1751

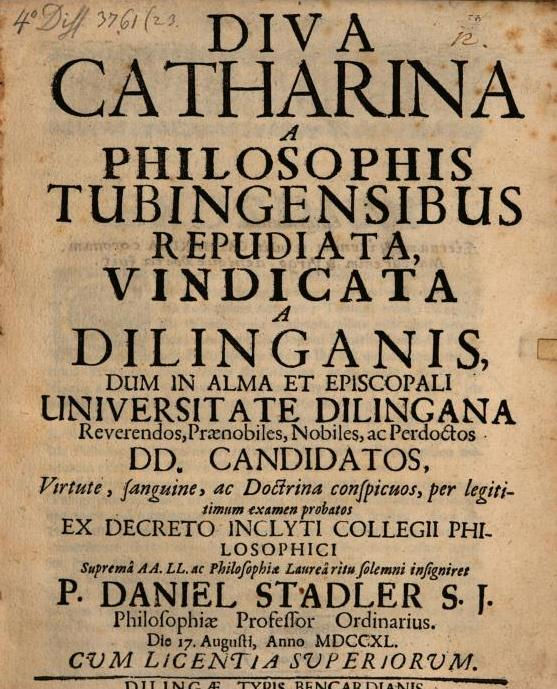
Buchtitelblatt von Daniel Stadler, als Ordinarius der Philosophie zu Dillingen, 1740

Daniel Stadler (* 10. Juli 1705 in Amberg, Oberpfalz; † 25. September 1764 in Pruntrut, Schweiz) war Jesuitenpater, Beichtvater und Vertrauter des Kurfürsten Maximilian III. Joseph von Bayern, Historiker, Buchautor und Pädagoge.

## Leben und Wirken
Daniel Stadler stammte aus der Oberpfalz und trat am 9. Oktober 1722 zu Landsberg am Lech in das Noviziat des Jesuitenordens ein. Er studierte von 1725 bis 1727 an der Universität Ingolstadt Philosophie und Mathematik, 1731 bis 1735 Theologie. Unabhängig davon musste er auch in Jesuitenkollegien unterrichten, nämlich 1724/25 zu Mindelheim, 1728–1731 in Pruntrut bei Bern. 1735 erhielt Stadler die Priesterweihe und lehrte dann 1735/36 Philosophie in Straubing und 1737/38 zu Hall in Tirol, ab Herbst 1738 an der Universität Dillingen. Dort promovierte er im gleichen Jahr und wirkte hier als Professor und Ordinarius der Philosophie.
Nach kurzer Tätigkeit als Sonntagsprediger im Freiburger Münster (1740/41) erhielt Daniel Stadler 1741 an der Universität Freiburg ebenfalls ein Lehramt in Philosophie. 1742 berief ihn Kaiser Karl VII. an seinen Frankfurter Hof, um dessen Sohn, den späteren bayerischen Kurfürsten Maximilian III. Joseph, in Philosophie und Mathematik zu unterrichten. Jener hielt unter Stadlers Vorsitz 1743 in Frankfurt eine öffentliche Disputation.
Der Prinz wählte den Pater als Beichtvater und behielt ihn auch in diesem Amt, nachdem er 1745 die Regierung in Bayern angetreten hatte. Als persönlicher Vertrauter hatte Stadler großen Einfluss auf ihn. Er unterstützte die geplante bayerisch-pfälzische Union der Wittelsbacher aufgrund des Hausvertrags von Pavia sowie die politische Allianz mit Frankreich 1756. Daneben unterrichtete der Geistliche von 1756 bis 1758 Geschichte und Religion an der Lehranstalt des Bayerischen Kadettenkorps. Er publizierte 1758 in diesem Zusammenhang ein eigenes Geschichtsbuch für die Zöglinge, das später auch für den allgemeinen Gebrauch verlegt wurde. Zunächst hieß es „Kurzer Abriß der bayrischen Geschichten, wie sie im Churfürstlichen Kadetenhaus zu München wochentlich erkläret werden“, dann trug es den Titel „Baierische Geschichte, zum bequemen Gebrauch verfasset und an das Licht gestellt“. Überdies verfasste er mehrere theologische Werke und es wurden auch von ihm gehaltene Leichenpredigten im Druck veröffentlicht. Zur Klärung moraltheologischer Fragen stand Daniel Stadler in persönlichem Briefverkehr mit Papst Benedikt XIV.
Seine politisch-dynastische Einflussnahme machte ihn in Österreich verhasst und man versuchte diese zu unterbinden. Schließlich gelang seine Abberufung aus dem Hofdienst. Auf Befehl des Jesuitengenerals Lorenzo Ricci bat Pater Stadler den bayerischen Kurfürsten am 3. Dezember 1762 um seine Entpflichtung als Beichtvater. Nachdem er am 13. Januar 1763 letztmals in der Theatinerkirche gepredigt hatte, verließ er, von Max III. Joseph mit hundert Gulden Reisegeld beschenkt, am 20. Januar München und begab sich in die Jesuitenniederlassung Pruntrut (Schweiz), wo er am 25. September 1764 einem schweren Leiden erlag.
Es existiert von ihm eine im Druck erschienene Leichenpredigt auf Prinzessin Theresia Emanuela von Bayern, die er 1743, bei ihrer Begräbnisfeier im Frankfurter Dom hielt.

## Schriften
- De Magnete, Ingolstadt 1728
- De Duello, Ingolstadt 1728
- Magnes, experientiis, theoriis et problematis explanatus, Dillingen 1740
- Commercium inter corpus et animam, Freiburg im Breisgau 1741.
- Principia Philosophiae et Matheseos, gemina concernatione propugnata a Maximiliano Josepho Principe Elector. Bavar., Frankfurt 1743
- Gespräch über den Zwiespalt der Oster Feyer, Frankfurt 1744
- Tractatus de duello honoris vindice ad theologiae et juris principia exminato, Augsburg und Ingolstadt 1751
- Baierische Geschichte, zum bequemen Gebrauch verfasset u. an das Licht gestellt. München 1762 (Digitalisat)